# Säffleská bestie
Säffleská bestie (švédsky Den vedervärdige mannen från Säffle) je sedmým dílem z desetidílné série Románů o zločinu s hlavním hrdinou policejním komisařem Martinem Beckem, od švédské autorské dvojice Maj Sjöwallová – Per Wahlöö. Ve Švédsku byla kniha vydána v roce 1971, český překlad Dagmar Hartlové-Černohorské vyšel poprvé v roce 1978 v nakladatelství Svoboda (v edici Omnia), v roce 1984 opět v nakladatelství Svoboda, ale v rámci souborného vydání 10 románů o zločinu a dále v roce 2008 (Levné knihy). Kromě toho román vyšel v letech 1979 a 2013 jako zvukový záznam (Knihovna a tiskárna pro nevidomé K.E. Macana).

## Název
Česky román vychází pod názvem Säffleská bestie, originální švédský název Den vedervärdige mannen från Säffle lze přeložit jako Ohavný (strašný či odporný) muž ze Säffle (Säffle je malé město v kraji Värmland, na středozápadě Švédska, nedaleko největšího švédského jezera Vänern). V angličtině (první vydání v roce 1972, nakladatelství Pantheon Books) kniha vychází pod názvem The Abominable Man (Ohavný muž), v němčině (první vydání v roce 1973) pod názvem Das Ekel aus Säffle (Zrůda ze Säffle).

## Děj
Policejní komisař Stig Nyman byl krátce po svém odchodu do důchodu dlouhodobě hospitalizován pro vážnou nemoc a ve stockholmské nemocnici je jedné dubnové noci brutálně zavražděn bodákem z mauzerovky. Martin Beck je v té době na večeři v restauraci se svou dcerou Ingrid, takže vyšetřování zahajuje Einard Rönn. Přezdívka Säffleská bestie se ovšem nevztahuje k vrahovi, ale právě k Nymanovi. Lennart Kollberg, nejbližší spolupracovník Martina Becka, zažil jeho nesmírně tvrdé, až brutální a sadistické metody, jako výsadkář, při výcviku boje zblízka. I později mezi policisty měl velmi špatnou pověst (kromě jeho stoupenců). Martina Becka napadne, že někteří zvlášť postižení si určitě stěžovali nejen v rámci policie, ale také u tajemníka pro záležitosti justice a v parlamentu se všechny stížnosti dlouhodobě archivují, i pokud se neprokázala jejich oprávněnost.
Einard Rönn v archívu parlamentu získal jména mnoha lidí, kteří by mohli mít důvod Nymana nenávidět a také plastický obraz toho, jak se on a jeho podřízení chovali. Stěžoval si např. člověk, který byl skutečně opilý, ale strážníci ho při zatýkání bezdůvodně zmlátili, potom v cele znovu sám Nyman. Zmlácen byl též tatínek, který byl na procházce s malou dcerou nebo dva mladíci, kteří jen čekali na taxík. Další stížnost napsala vdova, která šla vyzvednout syna do školky. Byla držena v cele, přestože upozorňovala, že musí jít vyzvednout dítě a školka je již zavřená. Jiným zavřeným byl muž, který trpěl epileptickými záchvaty. Mezi stížnostmi byla jedna i od policisty, který se jmenoval Åke Reinhold Eriksson. Jeho žena byla původem z Finska a neuměla dobře švédsky. Byla silná diabetička a v cele pro zadržené zemřela. Všechny stížnosti však byli zamítnuty: podřízení Nymana vždy vypovídali shodně a vše popřeli. A pokud již něco nešlo úplně popřít (např. existovala lékařská zpráva), vzali vše na sebe a dostali nejvýše důtku, zatímco Stig Nyman vyvázl zcela bez poskvrny.
Mezitím Martin Beck navštívil Haralda Hulta, který byl oddaným podřízeným Nymana a který jediný smysl života viděl pouze ve službě policii (např. i doma chodil v kalhotách od uniformy). Hult kategoricky popřel, že by se Nyman dopouštěl jakýchkoli přestupků, veškeré stížnosti prohlásil za výmysly, naopak ho označil za nejlepšího šéfa. Při odchodu Martin Beck upozornil Hulta, aby si dával pozor, protože vrah Nymana by mohl chtít zabít i jeho.
Martin Beck vyslechl také vdovu po Stig Nymanovi. Ta mimo jiné uvedla, že krátce předtím ji volal právě Harald Hult a chtěl adresu manžela do nemocnice. Řekla mu, že manžel si návštěvy nepřeje, ale protože šlo o nejbližšího spolupracovníka, adresu mu dala, aby mu mohl poslat aspoň květiny. Později Beck přišel na to, že telefonující jen předstíral, že je Hult a pravděpodobně šlo o Erikssona. Na základě toho, co v archívu našel Rönn, zjistil Martin Beck další alarmující skutečnosti od Fredrika Melandera (člena policie s ohromnou pamětí) a od rodičů Erikssona, které navštívil. Eriksson se se smrtí manželky nemohl psychicky vyrovnat, přitom se musel starat o malou dcerku. Po několika letech je nakonec od policie propuštěn a vystřídal několik zaměstnání až skončil jako opravář výtahů. Před několika dny mu navíc úřady dceru odebraly (aby se o dceru starali jeho rodiče, úřady také zamítly). Navíc potvrdili, že je výborný střelec a měl doma několik zbraní, včetně automatické pušky a mauzerovky.
Krátce po poledni se v centru Stockholmu ozvala střelba ze střechy domu. Prvním terčem se stal hlídkový vůz, jehož posádku tvořili Karl Kristiansson a Kurt Kvant (tyto postavy nepříliš chytrých policistů se vyskytují již v předchozích románech) a který se na prostranství u Eastmanova ústavu ocitl jen náhodou. Kristiansson byl postřelen, ale díky šťastné náhodě přežil. Jeho parťák Kvant však byl zabit. Do střelby se dostalo i auto, v kterém přijížděli Gunvald Larsson a Lennart Kollberg. Larssona škrábla kulka na hlavně, takže značně krvácel, ale jinak byl v pořádku. Oběma se podařilo dostat do budovy a prozkoumat situaci. Zjistili, že oba výtahy v budově byly odborně vyřazeny z provozu a schodiště jsou uzavřena železnými dveřmi a zatarasena, aby útočník měl jistotu, že na střechu se nikdo nedostane. Dostali se též k telefonu a na policejní ústředí nahlásili, že je třeba vyhlásit poplach ve všech obvodech vnitřního města a uzavřít okolí. Současně varovali, aby k místu neposílali žádná policejní auta a nikoho v uniformě.
Fiaskem skončila i operace speciální zásahové jednotky se dvěma vrtulníky. Útočník (nyní již téměř jistě Eriksson) počítal i se slzotvornými granáty a měl plynovou masku. Axelssona, který byl v jednom vrtulníku, zastřelil a druhý vrtulník střelbou těžce poškodil, takže se víceméně zřítil. Posádka byla zraněna, ale přežila. Martin Beck, který mezitím dorazil, informoval své kolegy o tom, co zjistil u rodičů Erikssona a navrhl, že půjde na střechu sám. Byl těžce zraněn (postřelen), ale spadl na balkón těsně pod střechou, takže přežil. Kollberg a Larsson, doplněni o Haralda Hulta a ještě jednoho dobrovolníka odpálili dveře, které zatarasily schodiště a podařilo se jim jak zachránit Martina Becka, tak zatknout Eriksson, který byl při zásahu jen postřelen.

## Filmová adaptace
Román byl zfilmován v roce 1976 pod změněným názvem Mannen på Taket (Muž na střeše). Režisérem byl Bo Widerberg, roli Martina Becka hrál Carl-Gustaf Lindstedt, Sven Wollter ztvárnil postavu Lennarta Kollberga, Thomas Hellberg roli Gunvalda Larssona, Håkan Serner roli Einara Rönna, Folke Hjort roli Fredrika Melandera, Carl-Axel Heiknert roli Haralda Hulta. Titulní roli muže na střeše neboli Åke Erikssona ztvárnil Ingvar Hirdwall. Film získal v roce 1977 dvě ocenění Guldbaggen (Zlatohlávek: ocenění švédského filmového průmyslu): za nejlepší film a Håkan Serner za nejlepší roli. Film měl příznivé kritiky (zvláště byly oceňovány dialogy) a byl i komerčně úspěšný. Ve Švédsku ho v kinech zhlédlo 750 000 návštěvníků, čímž se stal nejnavštěvovanějším filmem domácí produkce až do roku 1982, kdy tuto návštěvnost překonal film Fanny och Alexander (česky Fanny a Alexandr) režiséra Ingmara Bergmana.